# Alveo
In idrografia l'alveo (o letto) è quella parte di terreno occupata dalle acque di un corso o da uno specchio d'acqua.
L'espressione letto del fiume sembra essere stata usata per la prima volta da Brunetto Latini nella sua opera Li livres dou tresor (detto comunemente Tresor) (seconda metà del Duecento, ~1265). Canale deriva dal latino canalis, in origine aggettivo da canna, a forma di canna quindi.

## Caratteristiche

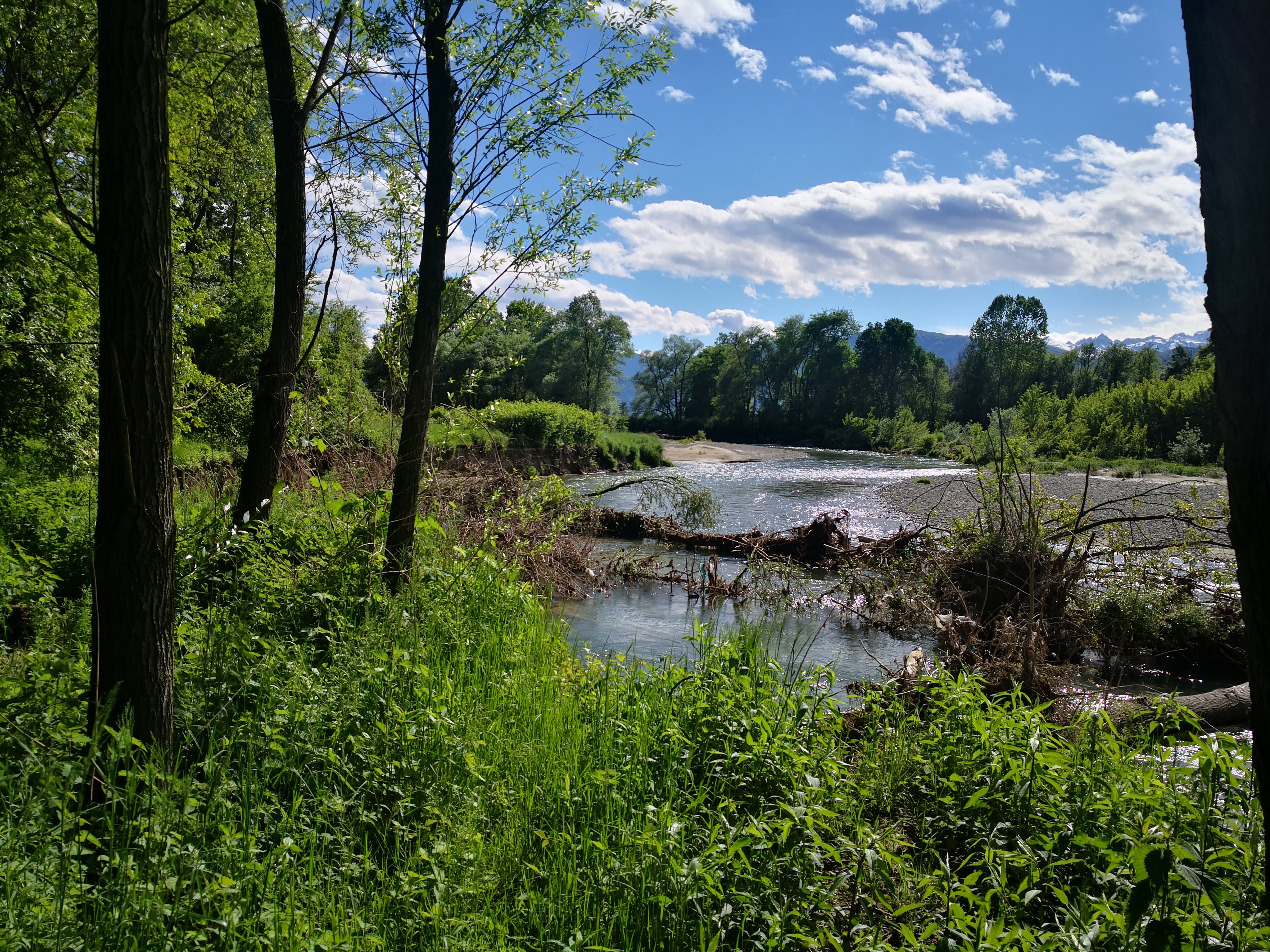
A nord di Saluzzo (CN) alcuni tratti del Po sono ancora abbastanza integri: non essendo costretto a scorrere fra argini artificiali, il fiume, costeggiato da una vegetazione ripariale lussureggiante, modifica il proprio corso anno dopo anno, secondo una dinamica quasi naturale.

Nel caso di un corso d'acqua, l'alveo è la sede all'interno della quale si verifica lo scorrimento delle acque fluviali. È proprio l'azione erosiva esercitata dalle acque che, agendo sul substrato roccioso, ne determina la progressiva escavazione. 
Per ciascun corso d'acqua è possibile individuare, in sezione trasversale, tre distinti alvei:
- Letto ordinario (o alveo di piena): costituisce il canale di scorrimento del fiume nei periodi di piena ordinaria, che si ripetono in primavera ed autunno. È chiaramente delimitato lateralmente da sponde, o scarpate, sub-verticali, oltre le quali si individua il piano del letto maggiore, in posizione leggermente soprelevata. Nel letto ordinario sono contenuti materiali grossolani, depositati conseguentemente alle variazioni di corrente, responsabili anche del continuo rimaneggiamento (con conseguente irregolarità) dell'alveo di scorrimento. Risulta scarsa, in virtù dei fenomeni alluvionali di piena, la presenza di vegetazione arborea.

- Letto di inondazione (o alveo maggiore): è costituito dalla superficie massima inondabile dal fiume nel corso delle alluvioni, è sopraelevato e di dimensioni maggiori rispetto al letto di scorrimento ordinario. Paradossalmente, l'attività umana di prelievo (spesso indiscriminato) del sedimento fluviale, per la produzione di laterizi, può dar luogo ad un abbassamento del livello di scorrimento del letto di inondazione. In questo modo, anche in fase di piena, diviene più difficile per il fiume dar luogo a fenomeni alluvionali. Il letto di inondazione è caratterizzato dalla presenza di sedimenti e materiale grossolano, depositati dalle acque nelle fasi di esondazione.

- Letto di magra (o canale di scorrimento): rappresenta il canale in cui, nelle fasi di magra, si limita a scorrere la blanda corrente fluviale. Rappresenta la fascia di maggior profondità, e non è costituito da argini sufficientemente definiti da permetterne immediatamente la distinzione dal canale ordinario, nel quale si forma. In generale, è costituito da un canale di scorrimento che, spesso, tende a dividersi e riunirsi senza soluzione di continuità, in base all'azione di escavazione dei sedimenti del letto ordinario, esercitata dalla corrente di magra.

Da un punto di vista morfologico, il letto di inondazione è il più ampio, e al suo interno contiene il letto ordinario il quale, a sua volta, comprende il più piccolo letto di magra.

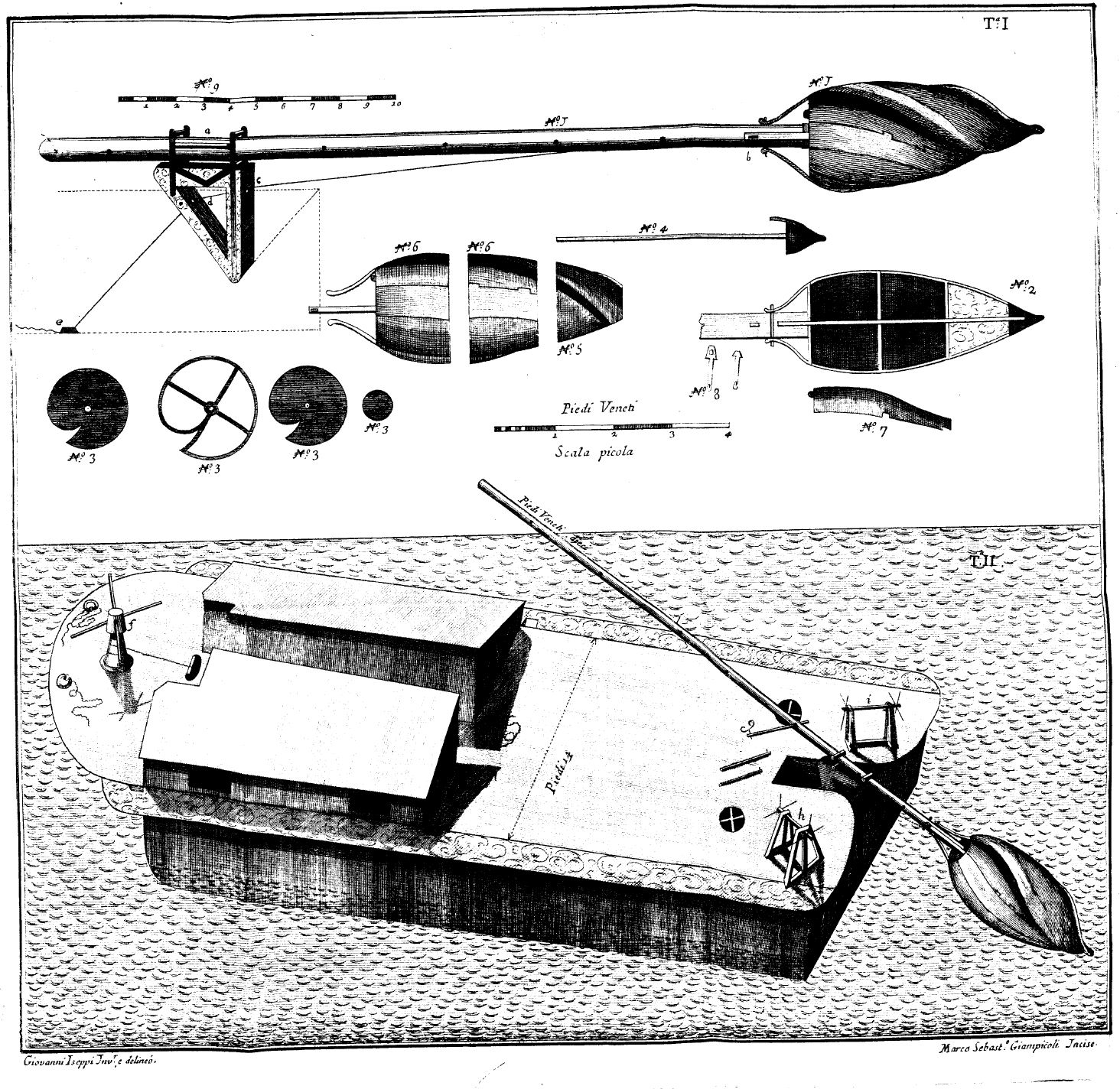
Antico strumento per l'estrazione del fango dall'alveo dei fiumi

L'alveo di un fiume può assumere diverse forme a seconda della natura dei territori attraversati e della loro pendenza. In particolare nelle zone dove la pendenza è maggiore i corsi d'acqua possono superare salti di roccia poco erodibile con cascate o rapide oppure approfondire il proprio corso fino a formare gole. In aree pianeggianti o sub-pianeggianti lo scorrimento del fiume dà spesso origine a meandri, lanche o canali intrecciati.